# Gilles Panizzi
Gilles Panizzi (* 19. September 1965 in Roquebrune-Cap-Martin) ist ein französischer Rallyefahrer.

## Karriere
Panizzi fuhr von 1999 bis 2003 für Peugeot und von 2004 bis 2005 für Mitsubishi. 2006 fuhr er als Privatfahrer für Red-Bull-Škoda. Sein Copilot war sein Bruder Hervé. Panizzi galt als absoluter Asphalt-Spezialist und wurde von den Teams meist dementsprechend eingesetzt. Bei dem Teambewerb des als Einladungsturnier veranstalteten ROC Nations’ Cups erreichte er im Jahr 2000 gemeinsam mit seinen Teamkollegen Régis Laconi und Yvan Muller den ersten Platz. Im Jahr 2003 mit Cristiano da Matta und Fonsi Nieto gewann Panizzi, dieses Mal im All-Star-Team startend, den Mannschaftswettbewerb beim Race of Champions ein zweites Mal.

## Erfolge
- Französischer Rallyemeister 1996 und 1997,
- 1. Rallye Korsika 2000
- 1. Rallye San Remo 2000
- 1. Rallye San Remo 2001
- 1. Rallye Korsika 2002
- 1. Rallye Katalonien 2002
- 1. Rallye San Remo 2002
- 1. Rallye Katalonien 2003